# Moraiolo
Il Moraiolo è una varietà di olivo originaria della Toscana e diffuso in gran parte del territorio nazionale, anche se prevalentemente nel centro Italia.

## Caratteristiche

### Generalità
Pianta mediamente rustica e poco esigente: sebbene prediliga terreni collinari si adatta a vari suoli. Presenta una vigoria limitata, chioma poco voluminosa e mediamente folta; i rami coi frutti sono corti e contorti. A volte ha difficoltà a rimarginare i tagli della potatura. Non risente troppo della siccità né del vento, ma teme tra l'altro i ristagni d'acqua; è bene impollinato da Pendolino, Morchiaio, Frantoio, Maurino, Maremmano, Mignolo, Rosino, Americano, Lazzero e Razzaio.

### Fiori e frutti
La fioritura avviene in periodo intermedio con una buona produzione in polline; mignola ridotta e con medio numero di fiori mediamente grandi. Aborto dell'ovario: max 25%.
L'invaiatura delle drupe è precoce e graduale, si presentano spesso a grappoli; la resistenza al distacco inizialmente è discreta, poi cala lievemente.

### Produzione e olio
Ha produttività alta e costante, ha un buon contenuto in olio (18-20%); quest'ultimo è di buona qualità (elevato contenuto di polifenoli) ed apprezzato per il sentore fruttato con sfumature di amaro e piccante.